# رينو بوتشي
رينو بوتشي (بالإيطالية: Rino Pucci)‏ مواليد 29 يناير 1922 في بستويا - الوفاة 10 ديسمبر 1986، كان دراج إيطالي. سبق أن شارك في دورة الألعاب الأولمبية الصيفية وفاز بميدالية أولمبية.

## الميداليات
| الميدالية | المسابقة                       |
| --------- | ------------------------------ |
| فضية      | الألعاب الأولمبية الصيفية 1948 |

## روابط خارجية
- رينو بوتشي على موقع أرشيف الدراجات (الإنجليزية)
- رينو بوتشي على موقع CycleBase (الإنجليزية)
- رينو بوتشي على موقع اللجنة الأولمبية الدولية (الإنجليزية)
- رينو بوتشي على موقع أوليمبيديا (الإنجليزية)
- رينو بوتشي على موقع اللجنة الأولمبية الإيطالية (الإيطالية)